# La fuerza de un ángel
La fuerza de un ángel es una película de 1996 que narra la vida y obra de Dorothy Day (1897-1980), Sierva de Dios y laica franciscana norteamericana, fundadora del Movimiento del Trabajador Católico (encarnada por Moira Kelly), en un contexto de "racconto", partiendo desde la celda donde la encerraron por protestar contra la guerra de Vietnam, hacia el resto de su vida.
También actúan Martin Sheen, como el cofundador del Movimiento del Trabajador Católico, Peter Maurin, y Brian Keith como el cardenal Francis Spelmann.
Es una coproducción de Pauline Films y de la CCC (Campaña Católica de la Comunicación).

## Elenco
- Moira Kelly, como Dorothy Day.
- Martin Sheen, como Peter Maurin.
- Lenny von Dohlen, como Forster Batterham.
- Melinda Dillon, como la hermana Aloysius.
- Paul Lieber, como Mike Gold.
- Heather Graham, como Maggie Bowen.
- Boyd Kestner, como Lionel Moise.
- James Lancaster, como Eugene O'Neill.
- Geoffrey Blake, como Floyd Dell.
- Brian Keith, como Cardenal Francis Spelmann.
- Heather Camille, como Tamar Batterham Day.
- Thom Adcox-Hernandez, como Dan Irwin.
- David Berón, como John.
- Pamela Shafer, como Tesse.
- Alice Beasley, como Frankie.